# William Edward Soothill
William Edward Soothill (* 23. Januar 1861 in Halifax, Yorkshire; † 14. Mai 1935) war ein englischer Missionar und Sinologe.

## Biografie
William Edward Soothill war ein methodistischer Missionar in China. Später wurde er Professor für Chinesisch an der Oxford University und ein führender britischer Sinologe.
1884 heiratete er Lucy Farrar. Sie schrieb einen Bericht über ihre Jahre in China mit dem Titel A Passport to China.

## Werke
- The Student's Four Thousand and General Pocket Dictionary (1899)
- A Mission in China (1906, 1907)
- The Analects of Confucius (1910)
- China and Education, with Special Reference to the University for China (1912)
- Timothy Richard of China (1924)
- China and the West. A sketch of their Intercourse (1925)
- A History of China (1927)
- China and England (1928)
- The Three Religions of China (1929)
- The Lotus of the Wonderful Law. Or, The Lotus Gospel (1930)
- mit Lewis Hodous: A Dictionary of Chinese Buddhist Terms. With Sanskrit and English Equivalents and a Sanskrit-Pali Index. London 1937.
- The Hall of Light. A study of Early Chinese Kingship, edited by Lady Hosie and G. F. Hudson. 1951, ISBN 978-0-227-17124-0.